# NGC 2496
NGC 2496 ist eine elliptische Galaxie vom Hubble-Typ E im Sternbild Kleiner Hund am Nordsternhimmel. Sie ist schätzungsweise 421 Millionen Lichtjahre von der Milchstraße entfernt.
Das Objekt wurde am 15. November 1885 von Lewis Swift entdeckt.